# مرقد سهل العلي
مرقد سهل العلي (بالفارسية: امامزاده سهل بن علی) هو مرقد شيعي تاريخي يعود إلى السلالة الصفوية، ويقع في أستانة.